# Schlacht von Neuve-Chapelle
Die Schlacht von Neuve-Chapelle vom 10. bis 12. März 1915 war die erste größere eigenständige und planmäßig durchgeführte Offensive der British Expeditionary Force im Stellungskrieg des Ersten Weltkriegs. Sie zielte darauf ab, ein Höhengelände östlich von Neuve-Chapelle, Arrondissement Béthune, in Besitz zu bringen und gehört zu den Schlachten, die mit methodischer taktischer Planung das Muster für zukünftige Offensiven der BEF vorgaben.

## Hintergrund
Im Herbst und Winter 1914/15 hatte die BEF an der Westfront erste Verstärkungen in Form mehrerer neu formierter Divisionen sowie Einheiten aus Indien und Kanada erhalten. Dies erlaubte es den Briten, ihre Kräfte in zwei Armeen aufzuteilen. Bereits Ende Oktober 1914 wurden um den Besitz von Neuve-Chapelle während der Ersten Schlacht von La Bassée tagelange Kämpfe geführt.
Der französische Oberbefehlshaber General Joffre plante für das Frühjahr 1915 nach der Winterschlacht in der Champagne eine weitere Durchbruchsoffensive im Artois, die Lorettoschlacht. Bis diese stattfinden konnte, wollte er den Druck auf das deutsche Westheer aufrechterhalten, auch um den russischen Verbündeten, gegen den das strategische Gewicht der Deutschen im Jahre 1915 gerichtet war, zu unterstützen. Auf britischer Seite strebte der Oberbefehlshaber der BEF Feldmarschall French an, den weitgehend defensiven Einsatz seiner Truppen zu beenden und eigene Erfolge zu erringen. So entstand der Plan für eine eigenständige Operation, die die deutsche Schwäche in einem Frontabschnitt bei Neuve-Chapelle ausnutzen sollte.

## Planung und Vorbereitung
Für die Schlacht von Neuve-Chapelle wurden das britische IV. Korps unter Henry Rawlinson mit der 7. und 8. Division und das I. Indische Korps unter James Willcocks mit der Lahore- und der Meerut-Division ausgewählt, beide zugehörig zur 1. Armee unter Douglas Haig. Diese Truppen mit rund 60.000 Mann Stärke wurden auf einer Linie etwa zwischen Richebourg und Fauquissart konzentriert, die Front verlief etwa parallel zur Straße zwischen Béthune und Armentières. Sie erhielten Unterstützung von rund 500 Geschützen. Ihnen gegenüber stand anfangs nur eine Division des westfälischen VII. Armee-Korps unter Eberhard von Claer. Die im Angriffsabschnitt liegende 13. und 14. Division unter den Generalen von dem Borne und von Ditfurth konnten eine Frontstärke von wenig über 10.000 Mann aufweisen. Die deutschen Gräben waren nicht sonderlich tief und boten wenig Schutz vor Artilleriefeuer. Auch verfügten die Deutschen über kein ausgebautes rückwärtiges Stellungssystem. Deutsche Reserven standen im Wäldchen von Biez bereit.
Das Kampfgebiet wurde vor der Offensive trotz schlechten Wetters von Flugzeugen des Royal Flying Corps aufgeklärt und anhand von Luftbildern Karten der deutschen Stellungen angefertigt. Die britische Artillerie sollte nach koordinierten Feuerplänen eine Reihe von Aufgaben erledigen, darunter das Schlagen von Schneisen durch die deutschen Drahtverhaue, die Absperrung der Kampfzone für deutsche Verstärkungen und das Niederhalten der deutschen Artillerie und MG-Nester.

## Verlauf

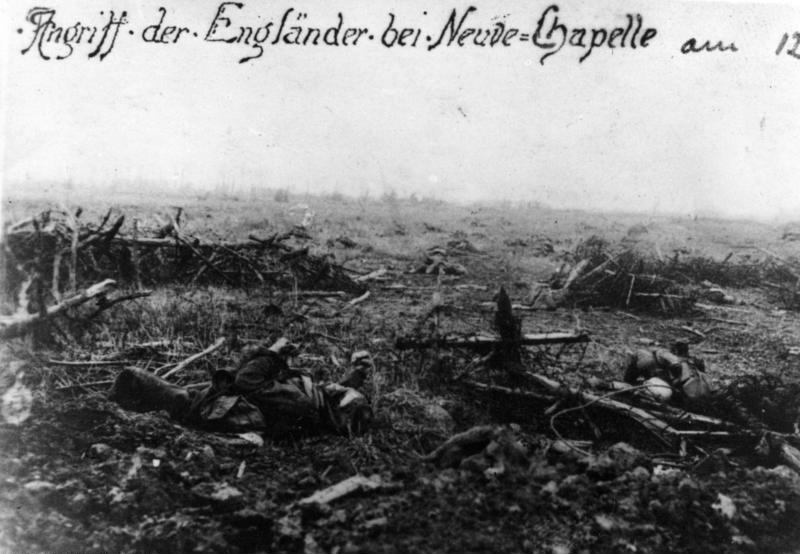
Opfer auf dem Schlachtfeld

Das vorbereitende Artilleriefeuer begann um 7:00 Uhr, gefolgt vom Angriff der indischen Meerut-Division (Generalleutnant C. A. Anderson) um 8:05 Uhr. Drei der angreifenden Bataillone der Garhwals-Brigade (Brigadegeneral Charles Blackader) erreichten ihre Ziele, ein Bataillon wurde jedoch durch starken deutschen Widerstand gestoppt. Innerhalb einer halben Stunde wurde ein Einbruch in das deutsche Stellungssystem von bis zu 1500 Metern erzielt. Nachdem die letzten deutschen Gräben geräumt worden waren, blieb die dezimierte Garhwals-Brigade stehen, um die zweite Welle angreifen zu lassen. Kommunikationsschwierigkeiten verhinderten eine energische Ausnutzung des Einbruchs, aber bis zum Abend des 10. März wurde das Dorf Neuve-Chapelle von den Briten und Indern gesichert. 
Am 11. März um 7 Uhr konnte die deutsche 14. Division einen Angriff der britischen 7. und 8. Division abschlagen. Zu diesem Zeitpunkt waren bereits deutsche Verstärkungen vom II. Bayerischen Korps sowie vom XIX. Armeekorps eingetroffen, darunter die 6. bayerische Reserve-Division. Am Abend dieses Tages wurde die Lahore-Division (Generalleutnant Sir Henry Keary) bei Neuve-Chapelle nach vorne gezogen und erlitt bei ihrem erfolglosen Angriff schwere Verluste.
Am 12. März führte die deutsche Seite einen größeren Gegenangriff, der jedoch von den Briten abgewehrt wurde und sie im Besitz von Neuve-Chapelle beließ.

## Ergebnis
Die britischen und indischen Truppen erlitten Verluste von rund 11.650 Mann für eine relativ geringfügige Frontverschiebung. Das von French und Haig ins Auge gefasste Ziel, das Höhengebiet südwestlich von Aubers zu erreichen, schlug fehl. Aufgrund des erfolglosen deutschen Gegenangriffs dürften die deutschen Verluste etwa in gleicher Höhe liegen.
Der britische Oberbefehlshaber French und der Kriegsberichterstatter Charles à Court Repington machten für das mangelhafte Ergebnis einen Mangel an Artilleriegeschossen verantwortlich und lösten damit in Großbritannien die Munitionskrise von 1915 (engl. Shell Crisis) aus. Als Reaktion darauf wurde nach Bildung der liberal-konservativen Koalitionsregierung im Mai ein Munitionsministerium (Ministry of Munitions) unter David Lloyd George gebildet.